# 反铁磁性

反鐵磁性的有序排列

反铁磁性（英語：Antiferromagnetism），或稱反強磁性，是磁性材料的磁学性质的一种。在这种材料中，相邻电子自旋呈相反方向排列，其磁化率因而接近于零。1932年由Louis Néel首次发现。例如，鉻、錳、輕鑭系元素等等，都具有反鐵磁性。
當溫度大於奈爾溫度{\displaystyle T_{N}}時，磁化率{\displaystyle \chi }與溫度{\displaystyle T}的理論關係式為
{\displaystyle \chi ={\frac {2C}{T+T_{N}}}}。
做實驗得到的經驗關係式為
{\displaystyle \chi ={\frac {2C}{T+\theta }}}；
其中，{\displaystyle \theta }是依物質而定的常數，與{\displaystyle T_{N}}差別很大。
理論而言，當溫度小於奈爾溫度{\displaystyle T_{N}}時，可以分成兩種狀況：
- 假設外磁場垂直於自旋，則垂直磁化率近似為常數{\displaystyle \chi _{\perp }\approx C/T_{N}}。
- 假設外磁場平行於自旋，則在絕對溫度0K時，平行磁化率為零；在從0K到尼爾溫度{\displaystyle T_{N}}之間，平行磁化率會從{\displaystyle \chi _{\parallel }(0)=0}平滑地單調遞增至{\displaystyle \chi _{\parallel }(T_{N})=C/T_{N}}。